# 葉夏利
葉夏利（英文名：Harry Yip Ha-Lei ，1917年8月28日—2016年），香港演員，演藝圈圈內人稱十叔。其外甥為已故著名男配音員盧雄 。

## 生平
葉夏利生於香港一個富裕家庭，父親為香港中央差館的高官（現為舊中區警署）。後來戰後，葉家家道中落。葉夏利迫不得已投身演藝界，曾從事電台播音、白話劇以及電影、電視演出工作。1990年代，葉夏利正式退休，其後移居澳洲。，不過，葉夏利在無綫電視劇的角色，例如是在1978年的電視劇奇謀妙計施公案中的男主角施不全，及1982年電視劇天龍八部之中的掃地僧，和著名電視劇香港八一至香港八六系列中的倫泰亨，令觀眾深入民心。葉夏利在2016年於澳洲逝世，享年99歲。

## 電視劇

### 無綫電視
| 首播   | 名稱                                            | 角色           |
| 1973年 | 73                                              | 老何           |
| 1975年 | 相見好                                          | 子恂父親       |
| 1976年 | 楊貴妃                                          | 陳希烈         |
| 1976年 | 三年零八個月                                    |                |
| 1976年 | 睇開啲啦                                        |                |
| 1976年 | C.I.D.                                          |                |
| 1976年 | 黃飛鴻                                          | 販馬者         |
| 1976年 | 家家有本難唸的經之為人子者                      |                |
| 1976年 | 近代豪俠傳之洪文定刺殺嘉慶皇 近代豪俠傳之馬永貞 | 了真道人 老頭  |
| 1976年 | 相依為命                                        | 阿炳           |
| 1977年 | 霸王谷                                          | 好彩伯         |
| 1977年 | 烏龍捕快                                        | 胡知縣         |
| 1978年 | 大亨                                            | 鍾樹森         |
| 1978年 | 甜姐兒                                          |                |
| 1978年 | 論盡天堂                                        | 錢父           |
| 1978年 | 倚天屠龍記                                      | 老僧           |
| 1978年 | 師姐出馬                                        |                |
| 1978年 | 奇謀妙計施公案                                  | 男主角施不全   |
| 1979年 | 刀神                                            | 老公公         |
| 1979年 | 左鄰右里                                        |                |
| 1979年 | 家在香港                                        |                |
| 1979年 | 英雄無淚                                        | 琴師           |
| 1979年 | 名劍風流                                        | 笑道人         |
| 1980年 | 男人之家                                        |                |
| 1980年 | 山水有相逢                                      |                |
| 1980年 | 上海灘龍虎鬥                                    | 杜經理         |
| 1980年 | 聲寶喜相逢                                      |                |
| 1981年 | 流氓皇帝                                        | 老教授         |
| 1981年 | 香港八一                                        | 倫泰亨         |
| 1981年 | 楊門女將                                        | 吳不理         |
| 1981年 | 未了情                                          |                |
| 1981年 | 紅顏                                            |                |
| 1982年 | 天龍八部                                        | 掃地僧         |
| 1983年 | 賴布衣                                          | 賴布衣父賴陽峯 |
| 1983年 | 天降財神                                        |                |
| 1983年 | 歡樂長安                                        |                |
| 1983年 | 冤鬼再見                                        |                |
| 1984年 | 老爺大過天                                      |                |
| 1984年 | 信是有緣                                        |                |
| 1984年 | 家有嬌妻                                        |                |
| 1984年 | 新紮師兄                                        | 十三叔         |

### 香港電台
| 首播   | 名稱                                    | 角色       |
| 1981年 | 屋簷下之晚虹                            | 老孫       |
| 1982年 | 屋簷下之榮休                            | 親家老爺   |
| 1983年 | 香港香港之家在長洲                      | 吉叔       |
| 1983年 | 溫馨集之老伴                            | 報紙檔老闆 |
| 1984年 | 香港歲月（第五集）                      |            |
| 1984年 | 晴天雨天孩子天之 我的老師再見、同學再見 | 小食部老闆 |
| 1986年 | 晴天雨天孩子天之 我是肥佬 No,no,no      | 小食部老闆 |
| 1987年 | 性本善之老當益壯                        | Charlie    |
| 1988年 | 性本善之晚情                            | 九叔       |

## 電影
- 川島芳子(1955年)
- 苦海鴛鴦（英文：The Miserable Lovers）（1956年），香港粵語長片。編劇/導演：梁哲夫/梁樂音，演員：白雪仙、羅劍郎、林丹虹、長江、姜中平、檸檬、李鵬飛、葉夏利、周婷婷。出品：中華
- 好女嫁得有情郎（1962年）
- 勇特務犬戰神秘黨（1966年）
- 賣身（1976年）
- 出術（1977年）
- 各師各法（1979年）
- 阿燦正傳（1980年）
- 錢作怪（1980年）
- 壞小子（1980年）···毛大夫
- 公子嬌（1981年）
- 錢搵錢（1981年）···范文同
- 阿燦當差（1981年）
- 熱浪（1982年）
- 烈火青春（1982年）···六叔
- 我愛夜來香（1983年）···電話公司師傅
- 專撬牆腳（1983年）
- 最佳拍檔大顯神通（1983年）···60年前之雌雄大盜
- 表錯七日情（1983年）
- 緣份（1984年）
- 雪兒（1984年）···二房東
- 摩登仙履奇緣（1985年）
- 情逢敵手（1985年）···楊耐冬之父
- 替槍老豆（1985年）
- 歡場（1985年）···何牧師
- 反斗妹（1985年）···花父
- 鬼馬飛人（1985年）···霍校監
- 禁果情花（1986年）
- 爛賭英雄（1987年）···貓叔
- 良青花奔月（1987年）···克叔
- 繼續跳舞（1988年）···大廈管理員
- 神探父子兵（1988年）···老杜
- 奇蹟（1989年）···服裝師